# Štiri poroke in pogreb
Štiri poroke in pogreb (angleško Four Weddings and a Funeral) je britanski romantično-komični film iz leta 1994, ki ga je režiral Mike Newell. Scenarij je napisal Richard Curtis, v glavni vlogi pa nastopa Hugh Grant kot Charles, ki se s skupino prijateljev znajde v številnih družbenih okoliščinah ob iskanju romantične zveze. Andie MacDowell nastopa kot Charlesova ljubezen Carrie, v stranskih vlogah pa še Kristin Scott Thomas, James Fleet, Simon Callow, John Hannah, Charlotte Coleman, David Bower, Corin Redgrave in Rowan Atkinson.
Film je bil posnet v šestih tednih s proračunom pod 3 milijone £ in je nepričakovano postal najdonosnejši britanski film vseh časov s prihodki več kot 245 milijoni USD po svetu. Naletel je tudi na dobro ocene kritikov in bil na 67. podelitvi nominiran za oskarja za najboljši film in izvirni scenarij. Nominiran je bil tudi za osem nagrad BAFTA, od katerih je bil nagrajen za najboljši film, režijo, igralca (Grant) in stransko igralko (Scott Thomas), ter štiri zlate globuse, od katerih je bil nagrajen za najboljšega igralca v glasbenem ali komičnem filmu (Grant). Britanski filmski inštitut ga je leta 1999 uvrstil na 23. mesto stotih najboljših britanskih filmov vseh časov, revija Empire pa na 21. mesto podobnega seznama leta 2016. Leta 2017 je bil v anketi filmskih delavcev revije Time Out uvrščen na 74. mesto najboljših britanskih filmov vseh časov.

## Vloge
- Hugh Grant kot Charles
- Andie MacDowell kot Carrie
- James Fleet kot Tom
- Simon Callow kot Gareth
- John Hannah kot Matthew
- Kristin Scott Thomas kot Fiona
- David Bower kot David
- Charlotte Coleman kot Scarlett
- Timothy Walker kot Angus
- Sara Crowe kot Laura
- Rowan Atkinson kot oče Gerald
- David Haig kot Bernard
- Sophie Thompson kot Lydia
- Corin Redgrave kot sir Hamish Banks
- Anna Chancellor kot Henrietta
- Rupert Vansittart kot George